# Розенблат Борислав Соломонович

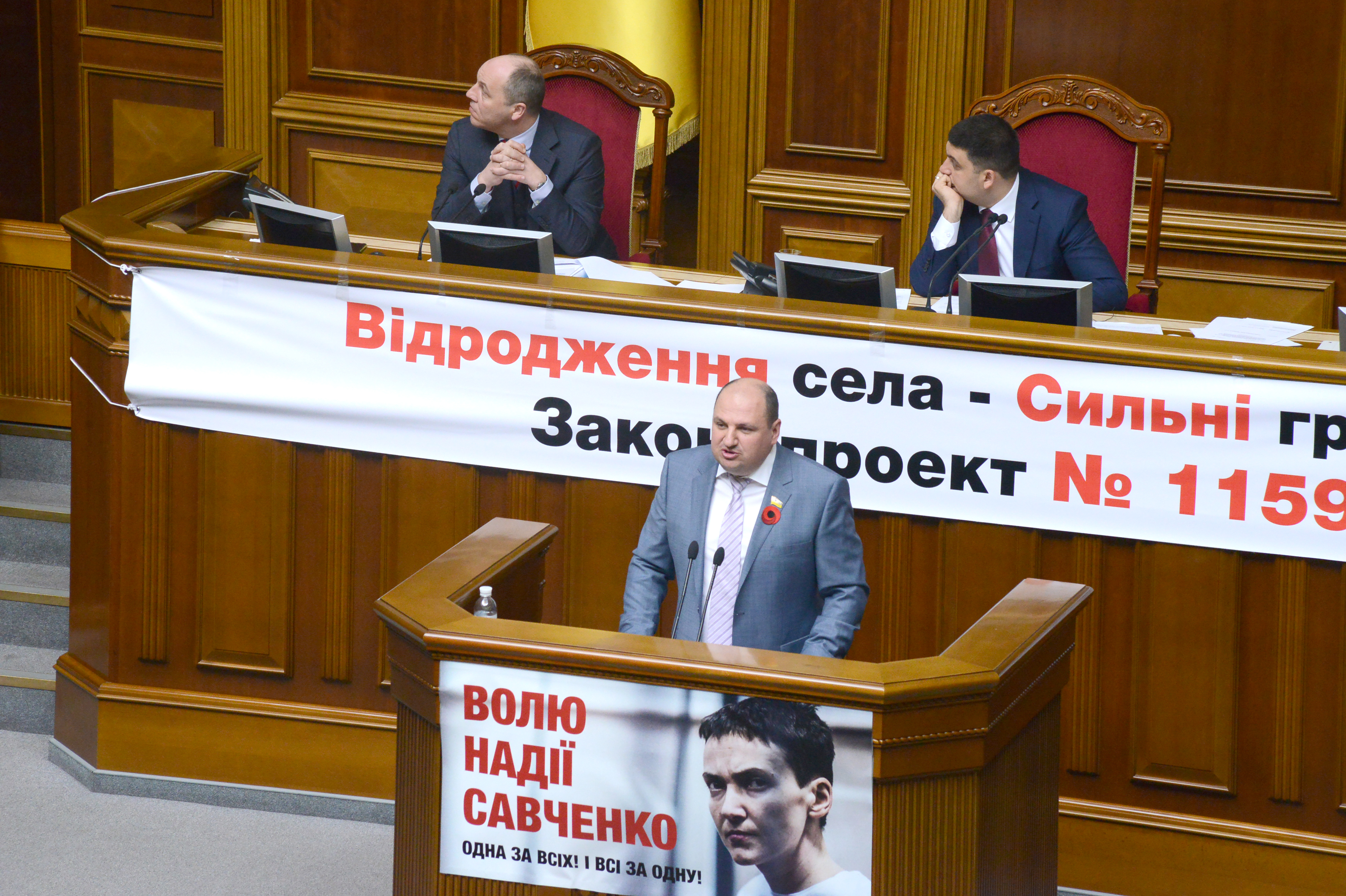
За трибуною Верховної Ради України (2015)

Борисла́в Соломо́нович Розенбла́т (нар. 25 травня 1969, Київ) — український політик, народний депутат України.

## Освіта
- 1984–1988 — Житомирський автомобільно-шляховий технікум, спеціальність «Будівництво та експлуатація автомобільних шляхів»
- 1988–1992 — Камишинське вище військово-будівельне училище, спеціальність «Командне будівництво будівель та споруд», кваліфікація — інженер з будівництва та експлуатації будівель та споруд.
- З 2014 — навчається у Києво-Могилянській бізнес-школі (MBA).

## Трудова діяльність
- Березень — липень 1988 року — технік Житомирського відділу «Укрремшляхпроект».
- 1992–1994 — служба у ЗСУ командиром аеродромної роти у військовій частині смт. Озерне Житомирського району. Військове звання: капітан запасу.
- 1994–2012 — менеджер, генеральний директор, менеджер з маркетингу, голова ради директорів, заступник голови правління АТЗТ «Фаворит».
- З 2012 — заступник голови правління ПрАТ «Фаворит Компані».

## Громадська та політична діяльність
2013 — керівник Житомирської обласної організації роботодавців на громадських засадах.
Довірена особа Петра Порошенка під час виборів Президента України 2014 року, член партії «Блок Петра Порошенка».

## Звинувачення у корупції
У липні 2017 року звинувачений ГПУ у корупційних діях за «бурштиновою справою». За версією слідчих вимагав хабар у агента НАБУ для «розв'язання питань» щодо розробки бурштину в українському Поліссі, при цьому є співавтором проєкту Закону України «Про видобування та реалізацію бурштину» (№ 1351-1) до другого читання.
11 липня 2017 року позбавлений недоторканності за поданням Генерального Прокурора України. 19 жовтня, перебуваючи під слідством, був затриманий при спробі залишити країну. У квітні 2018 Печерський районний суд Києва визнав Борислава Розенблата потерпілим у справі інциденту з провокацією хабаря співробітником НАБУ.
Одним із захисників по даній справі виступає адвокат Олексій Шевчук, який відомий своєю участю в резонансних кримінальних справах Геннадія Корбана, Ярослава Кашуби, Іллі Киви, Віктора Развадовського, Олександра Онищенка, другим адвокатом є Костянтин Глоба.
4 вересня 2023 року журналісти розслідувачі з BIHUS Info випустили матеріл, про партію бпла «HAWK» у розмірі 60 штук, що ніби то мало забезпечити підприємство «Українських авіаційних систем», але вони виявилися неналежної якості. По передоплаті підприємство на розробку отримало 650 млн грн

## Особисте життя
Народився у сім'ї службовців. Одружений, дружина — Жанна Леонідівна (1969), один з засновників «Українських авіаційних систем», виховує трьох синів — Олег (1991), Артур (1997), Олександр (2009).